# Downtown Santa Monica (métro de Los Angeles)
Downtown Santa Monica est une station du métro de Los Angeles desservie par les rames de la ligne E et située à Santa Monica en Californie.

## Situation sur le réseau
Station du métro de Los Angeles en surface, Downtown Santa Monica se situe sur la ligne E à l'intersection de Colorado Avenue et de 4th Street à Santa Monica à une vingtaine de kilomètres à l'ouest de Downtown Los Angeles.

## Histoire
En service de 1875 à 1953 en tant que gare des réseaux de chemin de fer Los Angeles and Independance et Pacific Electric, la station Downtown Santa Monica est remise en service le 20 mai 2016, lors de l'inauguration des sept stations de la phase 2 des travaux de construction de la ligne E. Auparavant, la station était nommée Tool House puis Santa Monica.

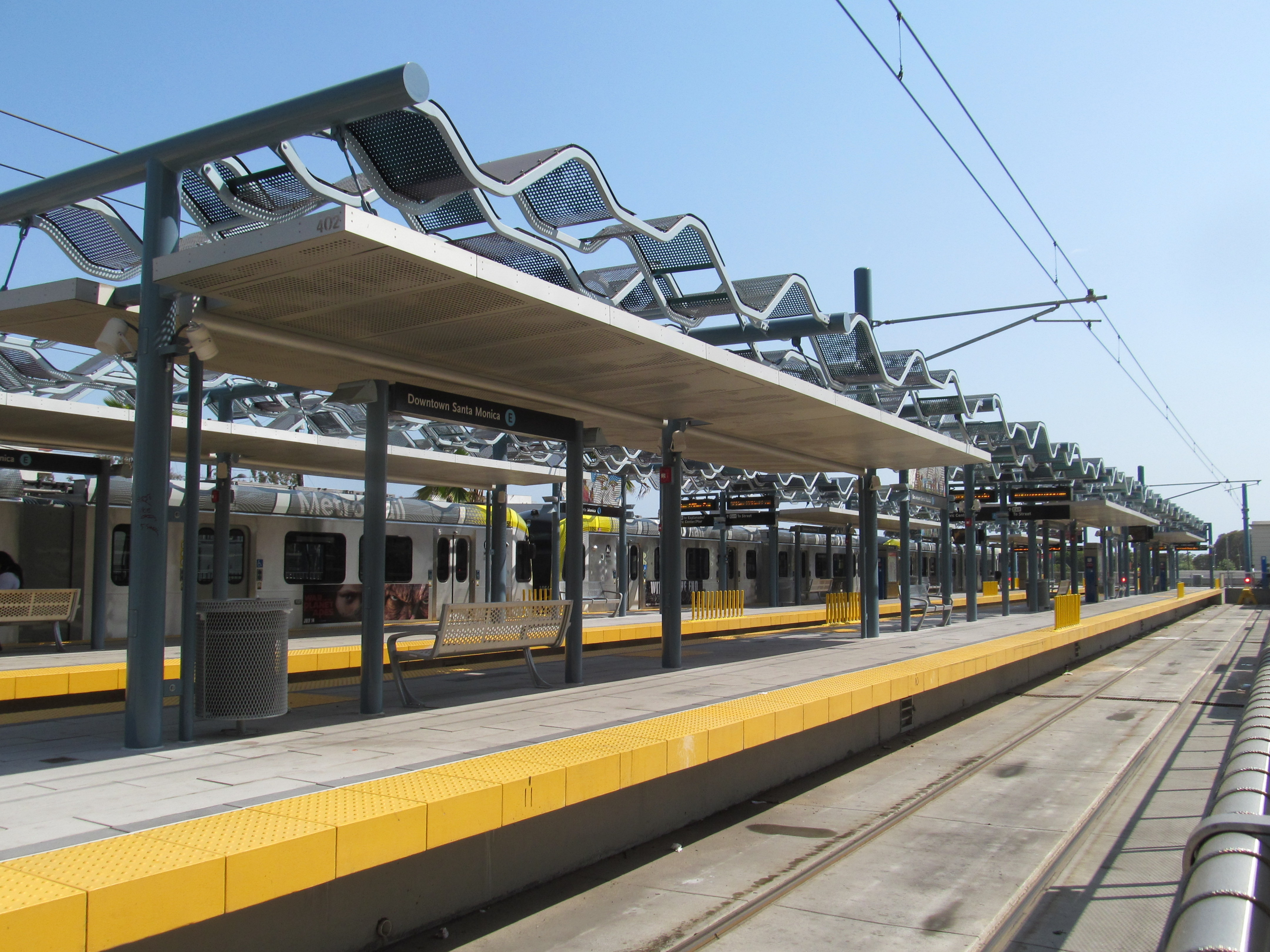
Vue des quais de la station.

## Services aux voyageurs

### Accès et accueil

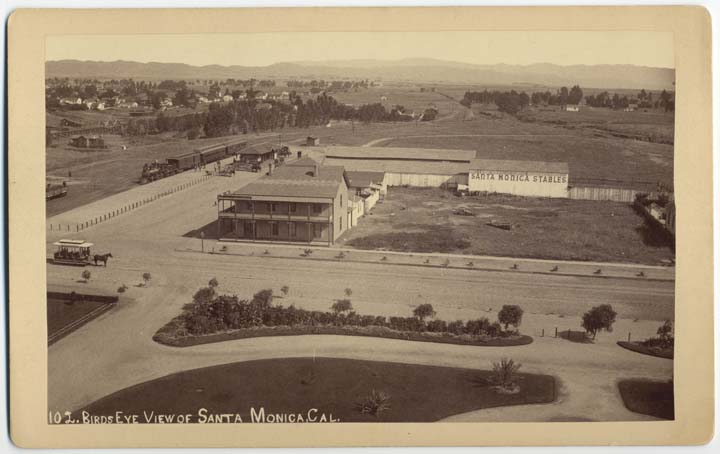
Photographie de la zone (vers 1894).
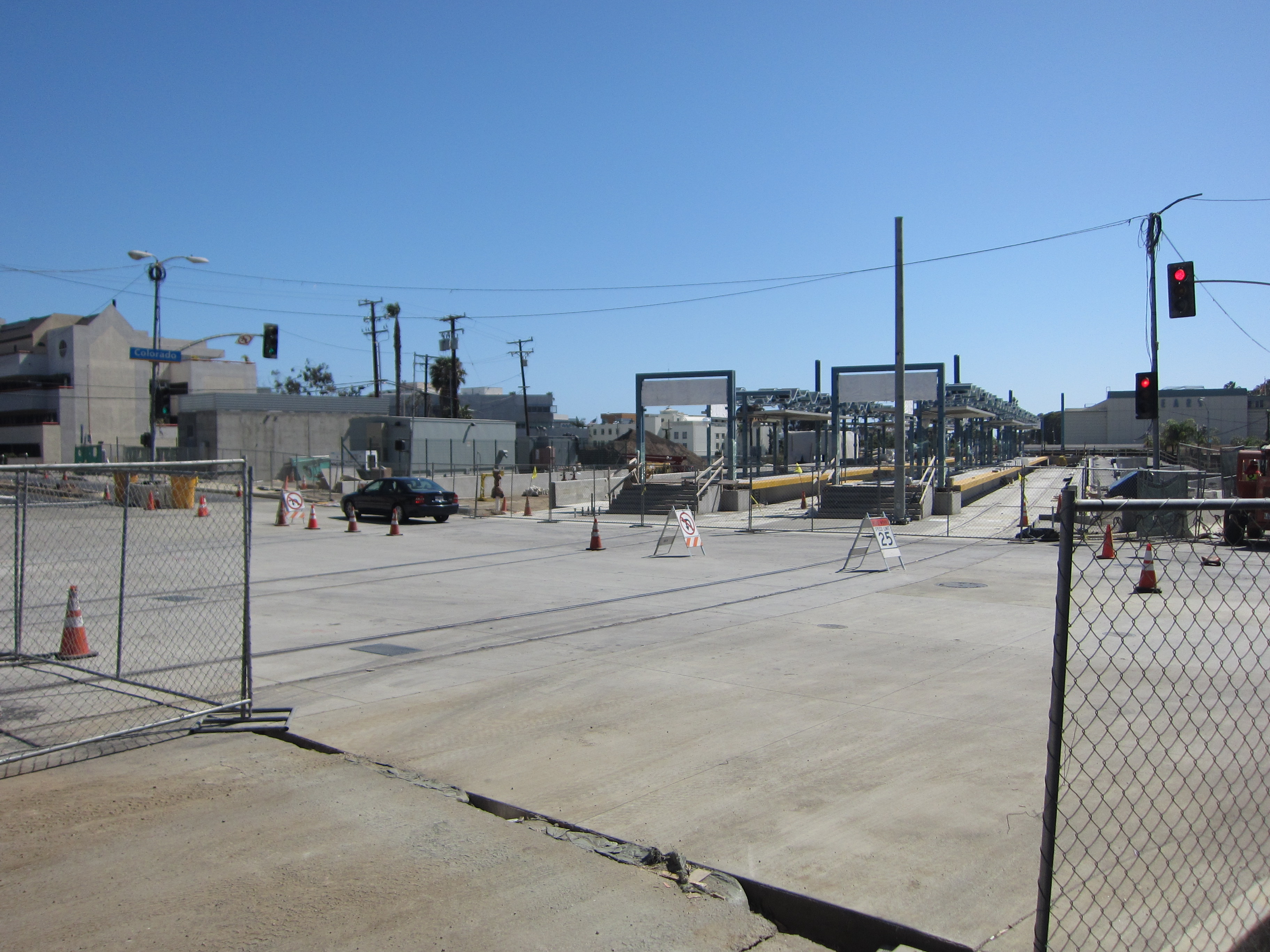
La nouvelle station en construction (avril 2015).
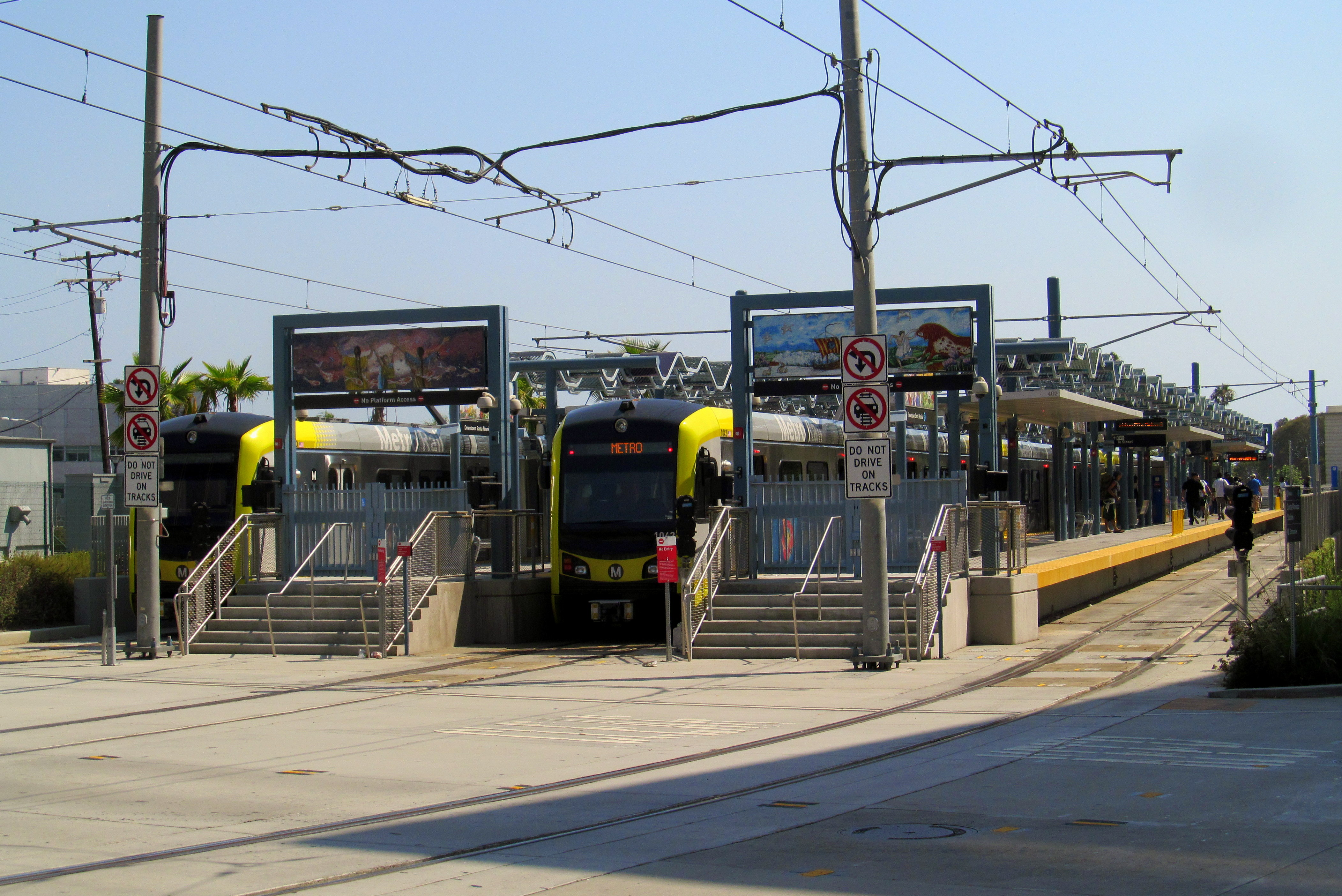
Deux rames à quai (juillet 2017).

### Desserte
Downtown Santa Monica est desservie par les rames de la ligne E du métro, dont elle constitue le terminus ouest. Le service démarre vers 5 heures du matin pour se terminer vers 1 heure le jour suivant, et 2 heures du matin les fins de semaine.
La station se situe à moins d'un kilomètre de la jetée de Santa Monica et de l'océan Pacifique.

### Intermodalité
La station est desservie par les lignes d'autobus 4, 534, 704 et 720 de Metro et les lignes 1, 2, 3, 7, 8, 9, 10 et 18 de Big Blue Bus (en). Aucun stationnement incitatif à proximité de la station n'est à la disposition des usagers. Par ailleurs, la station se situe à proximité de l'Interstate 10 (Santa Monica Freeway).

## Art dans la station
Une œuvre d'art de Judithe Hernández, nommée L.A. Sonata, orne la station, celle-ci est inspirée de mythologies en relation avec la nuit et le jour et les saisons. Une deuxième œuvre de l'artiste Walter Hood, nommée Saint Monica’s Tears, est toujours en cours de réalisation en 2020, celle-ci rappellera à terme le passé de Santa Monica, notamment celui lié à son histoire géologique.